# Denys Stojan
Denys Anatolijowycz Stojan, ukr. Денис Анатолійович Стоян (ur. 24 sierpnia 1981 roku w miejscowości Hrebinky, w obwodzie kijowskim) – ukraiński piłkarz, grający na pozycji obrońcy.

## Kariera piłkarska

### Kariera klubowa
Wychowanek DJuSSz w Szczasływem. W 1997 razem ze swoim starszym bratem Maksymem rozpoczął karierę piłkarską w Borysfenie Boryspol. W końcu 2000 rozegrał 2 mecze w klubie Roś Biała Cerkiew. Na początku 2004 przeszedł do Czornomorca Odessa, w barwach którego 20 marca 2004 debiutował w Wyższej lidze. Od lata występował w Worskłe Połtawa. Latem 2007 przeniósł się do Tawrii Symferopol. Po meczu z Dniprem Dniepropetrowsk (0:1), próbka kontroli dopingowej wykazała w organizmie Stojana zawartość marihuany. Piłkarz został zdyskwalifikowany na 4 miesiące, od 23 maja 2008. W czerwcu 2008 opuścił klub, a już we wrześniu 2008 podpisał kontrakt z Desną Czernihów. Po pół roku zmienił klub na MFK Mikołajów. Ale po 5 meczach klub zrezygnował z usług piłkarza, dlatego przeniósł się do kazachskiego Kajsar Kyzyłorda. W 2010 najpierw występował w Bukowynie Czerniowce, a latem 2010 przeszedł do Zirki Kirowohrad. W lipcu 2012 odszedł do FK Połtawa, ale już w końcu sierpnia 2012 kontrakt za obopólną zgodą został anulowany.

### Kariera reprezentacyjna
Występował w juniorskiej reprezentacji Ukrainy, z którą wywalczył awans do Mistrzostw Świata U-20 w Argentynie. Następnie bronił barw młodzieżowej reprezentacji Ukrainy.

## Sukcesy i odznaczenia

### Sukcesy klubowe
- mistrz Drugiej Ligi: 2000
- zdobywca Drugiej Ligi: 2000

### Sukcesy reprezentacyjne
- wicemistrz Europy U-19: 2000
- uczestnik turnieju finałowego Mistrzostw Świata U-20: 2001